# Les Mystères de Pittsburgh
Cet article concerne le roman de Michael Chabon. Pour le film de Rawson Marshall Thurber, voir Les Mystères de Pittsburgh.
Les Mystères de Pittsburgh (titre original : The Mysteries of Pittsburgh) est un roman de Michael Chabon paru en 1988 puis traduit en français et publié en 1994.

## Résumé
Art Bechstein est le fils d'un blanchisseur d'argent de la mafia. Son père souhaite le voir réussir dans un métier honnête, mais quand Art obtient son diplôme à l'université de Pittsburg, il n'a en tête que l'espoir vague d'un été d'aventures avant d'envisager le reste de son avenir. Bechstein rencontre un charmant jeune homme homosexuel, Arthur Lecomte, ainsi que son ami, Cleveland Arning, un motard très cultivé ; tous deux deviennent ses amis et l'accompagnent dans de nombreuses aventures pendant l'été. Bechstein entame une relation amoureuse avec une jeune femme angoissée, Phlox Lombardi. Mais dans le même temps, Art ressent une attirance croissante envers Arthur, ce qui déstabilise leurs deux relations et révèle la possible bisexualité d'Art. Bechstein a également des ennuis lorsque Cleveland se mêle de plus en plus aux milieux interlopes de la ville, ce qui a pour conséquence de rapprocher Art des dangereuses connexions accumulées par son père avec la mafia. Les relations de Bechstein avec sa famille, ses amis et ses amours se changent peu à peu en un écheveau compliqué, ce qui entraîne toute une série de rebondissements et de conséquences imprévues.

### Éditions
- The Mysteries of Pittsburgh, William Morrow and Company, avril 1988, 297 p.  (ISBN 0-688-07632-7)
- Les Mystères de Pittsburgh, Fixot, coll. « Bleu noir », 1994, trad. Marc Cholodenko, 240 p.  (ISBN 2-87645-032-1)
- Les Mystères de Pittsburgh, Robert Laffont, coll. « Pavillons Poche », 8 janvier 2009, trad. Marc Cholodenko, 378 p.  (ISBN 978-2-221-11222-9)